# Alonso Edward
Alonso Edward (Pedro Miguel, 8. prosinca 1989.) panamski je sprinter specijaliziran za utrke na 100 i 200 metara. Osvajač je srebrne medalje na Svjetskom prvenstvu u Berlinu 2009.